# Dmochy-Rętki
Dmochy-Rętki [ˈdmɔxɨ ˈrɛntki] est un village polonais de la gmina de Bielany dans le powiat de Sokołów et dans la voïvodie de Mazovie, au centre-est de la Pologne.